# Ammothella symbia
Ammothella symbia is een zeespin uit de familie Ammotheidae. De soort behoort tot het geslacht Ammothella. Ammothella symbia werd in 1979 voor het eerst wetenschappelijk beschreven door Child. 